# 红木巴戟
红木巴戟（学名：Morinda rosiflora）为茜草科巴戟天属下的一个种。

## 扩展阅读
- 維基物種上的相關：红木巴戟